# Delia Murphy
Delia Murphy (16 febbraio 1902 – 11 febbraio 1971) è stata una cantante irlandese, ha registrato diversi dischi negli anni '30, '40 e '50. Nel 1962 incide il suo unico LP, The Queen of Connemara per la Irish Prestige Records di New York, sulla cui copertina compare il suo nome accanto al titolo.
Durante la seconda guerra mondiale, aiutò il funzionario vaticano monsignor Hugh O'Flaherty a salvare la vita di 6.500 persone tra soldati alleati ed ebrei, mentre suo marito, il dottor Thomas J. Kiernan, fu ambasciatore irlandese a Roma dal 1941 al 1946.

## Biografia
Nacque ad Ardroe, nella Contea di Mayo, in Irlanda da una famiglia benestante. Suo padre, John Murphy, fece fortuna nella corsa all'oro del Klondike e mentre era in America sposò Ann Fanning. La coppia tornò in Irlanda nel 1901 e acquistò la tenuta di Mount Jennings a Roundfort. John incoraggiò l'interesse di Delia per il canto delle ballate sin dalla giovane età, permettendo ai viaggiatori irlandesi di accamparsi nella tenuta: secondo il suo racconto, imparò le prime ballate partecipando ai loro fuochi da campo.
Delia frequentò la University College di Galway dove incontrò il dottor Thomas J. Kiernan; si sposarono nel 1924 nel giorno del suo 22º compleanno. Kiernan si unì al servizio diplomatico irlandese, svolgendo il suo primo incarico a Londra. A Londra Delia divenne famosa cantando, inclusi i molti raduni di emigranti irlandesi. Nel 1939 registrò The Blackbird, The Spinning Wheel e Three Lovely Lassies per HMV.

### Attività durante la guerra
Nel 1941, suo marito fu nominato ministro plenipotenziario irlandese presso la Santa Sede a Roma. L'ambasciata irlandese fu l'unica delegazione di lingua inglese a rimanere aperta dopo che gli Stati Uniti entrarono in guerra. Murphy divenne un'aiutante di Hugh O'Flaherty, la primula rossa del Vaticano, nel nascondere gli ebrei. Nel 1943, quando l'Italia cambiò schieramento, molti prigionieri di guerra furono aiutati a lasciare l'Italia. Nel 1946 le fu conferita l'onorificenza di Dama di commenda dell'Ordine equestre del Santo Sepolcro di Gerusalemme.

### Attività nel dopoguerra
Kiernan in seguito prestò servizio come Alto Commissario irlandese e successivamente fu ambasciatore in Australia, Germania occidentale, Canada e Stati Uniti. Nel 1961, mentre si trovò a Ottawa, Murphy registrò di "The Queen of Connemara" prodotta da Kenny Goldstein. La coppia acquistò una fattoria a Jasper, in Ontario, vicino al Canale Rideau dove trascorse la maggior parte del tempo anche dopo che Kiernan fu assegnato a Washington.
Tom Kiernan morì nel dicembre 1967. Nel 1969, la salute di Murphy iniziò a peggiorare e nel novembre dello stesso anno mise in vendita la fattoria in Canada per tornare in Irlanda, in un cottage nella contea di Dublino. Murphy morì per un grave attacco di cuore l'11 febbraio 1971, cinque giorni prima del suo 69º compleanno e otto giorni dopo la nascita del suo pronipote. Aveva registrato più di 100 canzoni. 